# Ha*Ash (album)
Albums de Ha*Ash
Mundos Opuestos
(2005)
Singles
1. Odio Amarte (en)
Sortie : 23 avril 2002
2. Estés en Donde Estés (en)
Sortie : 2003
3. Te Quedaste (en)
Sortie : 2003
4. Soy Mujer (en)
Sortie : 15 avril 2004
5. Si Pruebas una Vez (en)
Sortie : 2 novembre 2004

Ha*Ash est le premier album studio du groupe américain Ha*Ash, sorti le  23 mai 2003. 

## Liste des chansons

### Édition Standard[2]
| No  | Titre                     | Auteur                                                | Durée |
| --- | ------------------------- | ----------------------------------------------------- | ----- |
| 1.  | Soy Mujer (en)            | Ashley Grace, Hanna Nicole, Áureo Baqueiro            | 3:30  |
| 2.  | Odio Amarte (en)          | Ashley Grace, Hanna Nicole, Áureo Baqueiro            | 3:30  |
| 3.  | Te Quedaste (en)          | Áureo Baqueiro, Leonel García                         | 3:46  |
| 4.  | Estés en Donde Estés (en) | Áureo Baqueiro, Salvador Rizo                         | 4:01  |
| 5.  | Prefiero                  | Áureo Baqueiro                                        | 4:08  |
| 6.  | Deja de llover            | Áureo Baqueiro                                        | 3:35  |
| 7.  | Superficial               | Ashley Grace, Hanna Nicole, Áureo Baqueiro, Ana Velez | 3:35  |
| 8.  | Milagros de ocasión       | Áureo Baqueiro                                        | 3:32  |
| 9.  | Si Pruebas una Vez (en)   | Juan Luis Broissin, Sitna Davalos                     | 3:20  |
| 10. | Extraña en la ciudad      | Áureo Baqueiro, Fernando Gonzales, Mónica Vélez       | 4:01  |

### Édition Deluxe[3]
| 1.  | Soy Mujer (en)            | Ashley Grace, Hanna Nicole, Áureo Baqueiro            | 3:30 |
| 2.  | Odio Amarte (en)          | Ashley Grace, Hanna Nicole, Áureo Baqueiro            | 3:30 |
| 3.  | Te Quedaste (en)          | Áureo Baqueiro, Leonel García                         | 3:46 |
| 4.  | Estés en Donde Estés (en) | Áureo Baqueiro, Salvador Rizo                         | 4:01 |
| 5.  | Prefiero                  | Áureo Baqueiro                                        | 4:08 |
| 6.  | Deja de llover            | Áureo Baqueiro                                        | 3:35 |
| 7.  | Superficial               | Ashley Grace, Hanna Nicole, Áureo Baqueiro, Ana Velez | 3:35 |
| 8.  | Milagros de ocasión       | Áureo Baqueiro                                        | 3:32 |
| 9.  | Si Pruebas una Vez (en)   | Juan Luis Broissin, Sitna Davalos                     | 3:20 |
| 10. | Extraña en la ciudad      | Áureo Baqueiro, Fernando Gonzales, Mónica Vélez       | 4:01 |

| 1. | Odio Amarte (en) (Official Music Video)     |  |  |
| 2. | Estés En Dónde Estés (Official Music Video) |  |  |
| 3. | Te Quedaste (en) (Official Music Video)     |  |  |
| 4. | Odio Amarte (en) (Behind the Scenes)        |  |  |
| 5. | Estés En Dónde Estés (Behind the Scenes)    |  |  |
| 6. | Te Quedaste (en) (Behind the Scenes)        |  |  |
| 7. | Odio Amarte (en) (Karaoke)                  |  |  |
| 8. | Estés En Dónde Estés (Karaoke)              |  |  |
| 9. | EPK                                         |  |  |

## Charts et Certifications

### Classements
| Classement (2003)                  | Position |
| ---------------------------------- | -------- |
| Mexique (Amprofon)                 | 3        |
| États-Unis (Billboard Latin Album) | 19       |

### Certifications et ventes

#### Édition Standard
| Pays    | Certification | Ventes  |
| ------- | ------------- | ------- |
| Mexique | Or            | 75 000  |
| Mexique | Platine       | 150 000 |
| Mexique | Or + Platine  | 225 000 |

#### Édition Deluxe
| Pays    | Certification | Ventes  |
| ------- | ------------- | ------- |
| Mexique | Platine       | 150 000 |

## notes et références
1. ↑  « Ha*Ash - MusicBrainz », sur musicbrainz.org (consulté le 24 mai 2019)
2. ↑  « Ha*Ash - Ha*Ash », sur Discogs (consulté le 24 mai 2019)
3. ↑  « Ha*Ash - Ha*Ash Edición Especial », sur Discogs (consulté le 24 mai 2019)
4. ↑  « Wayback Machine », sur www.amprofon.com.mx:80, 15 février 2010 (version du 15 février 2010 sur Internet Archive)
5. ↑  « Ha*Ash - Chart history > Albums », sur www.billboard.com (consulté le 4 février 2019)
6. 1 2 3 4  « AMPROFON », sur amprofon.com.mx (consulté le 23 avril 2019)